# عريفجان ساحوق
عريفجان ساحوق هو مركز سعودي يقع في الجزء الغربي من منطقة القصيم، ويتبع إداريًا لمحافظة النبهانية.

## التاريخ
مركز عريفجان ساحوق  التسمية عريفجان ساحوق سمي بهذا الاسم نسبة إلى نبات العرفج الذي يكثر في المنطقة، وساحوق نسبة للوادي ولتميزه عن قرى أخرى بنفس الاسم. كانت بداية تأسيس عريفجان ساحوق على يد الشيخ ضاوي بن عوض بن داثان المخلفي الحربي في بداية عهد الملك فيصل حيث صدر الأمر السامي بالموافقة على منح ضاوي بن عوض بن داثان المخلفي الحربي الأرض المسماة عريفجان ساحوق والتي يوجد بها بعض العدود القديمة، كالعرفجية، وخضرا وغيرها، وتتميز بموقعها الجغرافي المتوسط بين المناطق الرعوية حيث يكثر أهل البادية والقرى المجاورة مما انعكس على الحركة التجارية فيها منذ التأسيس.

## السكان
يبلغ عدد سكان عريفجان ساحوق حوالي 3000 الاف نسمة.

## الموقع الجغرافي
يقع عريفجان ساحوق غرب منطقة القصيم ويمر شمالا عنها طريق القصيم المدينة المنورة السريع بحدود 22 كيلا والمار بمحاذاة جبل طمية مباشرة، يربط القرية فيه طريق مزفلت تقاطع مخرج 447 وتبعد عن مدينة بريدة 237 كم. وتبعد عن محافظة عقلة الصقور 70 كم. وعن محافظة النبهانية 138 كم. وعن المدينة المنورة 297 كم.